# Nawang Dhendup
Nawang Dhendup (sinh ngày 7 tháng 12 năm 1986) là một cầu thủ bóng đá người Bhutan, hiện tại thi đấu cho Druk Star. Anh ra mắt lần đầu cho Đội tuyển bóng đá quốc gia Bhutan năm 2009.

## Thống kê sự nghiệp

### Bàn thắng quốc tế
| 1.                                          | 15 tháng 5 năm 2008 | Barotac Nuevo Plaza Field, Iloilo City, Philippines  | Brunei     | 1–1 | Hòa  | 2008 AFC CC Q. |
| 2.                                          | 4 tháng 12 năm 2009 | Sân vận động Quốc gia Bangabandhu, Dhaka, Bangladesh | Bangladesh | 4–1 | Thua | 2009 SAFF C.   |
| Chính xác tính đến ngày 25 tháng 7 năm 2013 |                     |                                                      |            |     |      |                |